# Ethan Page
Julian Micevski (Stoney Creek, 20 de setembro de 1989), mais conhecido pelo seu nome no ringue Ethan Page, é um lutador profissional canadense. Ele trabalha atualmente para a WWE, onde atua na marca NXT, sendo o atual campeão norte-americano do NXT em seu primeiro reinado. Ele foi por uma ocasião campeão do NXT.
Ele também é conhecido por seu tempo na Impact Wrestling, All Elite Wrestling (AEW) e Ring of Honor (ROH). Especialista em duplas, ele ganhou vários campeonatos de equipe em várias promoções independentes, principalmente com Josh Alexander como The North, incluindo a conquista do Campeonato Mundial de Duplas da Impact duas vezes, sendo o primeiro reinado deles o mais longo da história do título. Na AEW, ele se juntou a Scorpio Sky como o Men of the Year. Micevski também possui e opera sua própria promoção chamada Alpha-1 Wrestling (A1).

## Carreira na luta profissional

### Início de carreira (2006–2012)
Micevski começou seu treinamento de wrestling profissional sob a tutela de Rip Impact e Ernie Moore em 2006. Ele afirmou que não aprendeu muito durante esse período, em vez disso, ganhou a maior parte de sua experiência inicial na estrada enquanto viajava com Michael Elgin, quem ele credita como seu mentor. Ele fez sua estreia no wrestling profissional em 12 de novembro de 2006 em um evento da Pure Wrestling Association em Brantford, Ontário, como Julian Logan em uma luta fatal four-way, que foi vencida por Indy Soldier.

### Circuito independente (2013–2021)

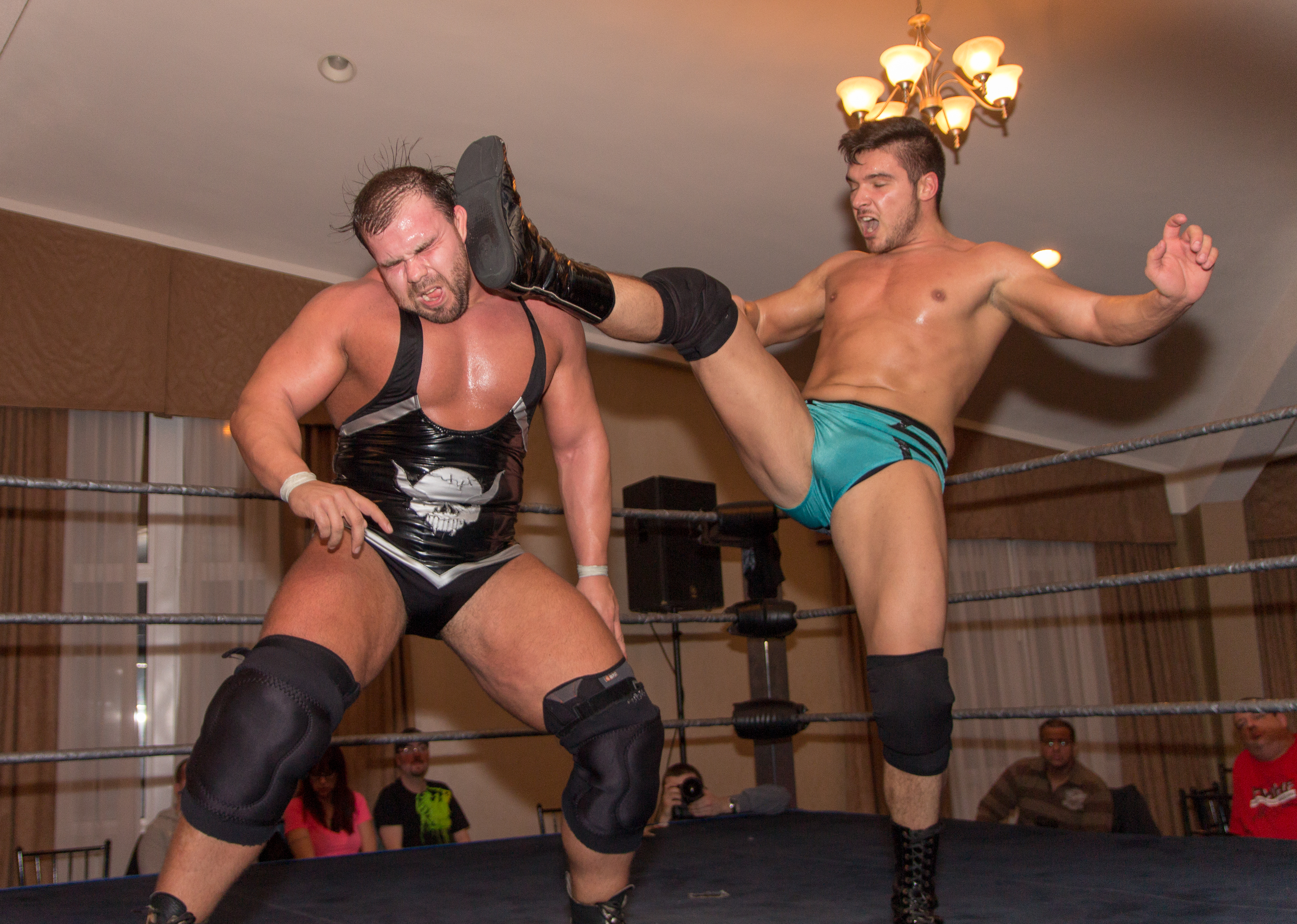
Page (direita) acertando um big boot em Michael Elgin durante um show independente em 2013.

Em 30 de dezembro de 2013, Page e Elgin como Men of the Year (MOTY) derrotaram Kung Fu Manchu (Louis Lyndon e Marion Fontaine) e Zero Gravity (Brett Gakiya e CJ Esparza) para conquistar o AAW Tag Team Championship no "One Twisted Christmas". Ele começou a lutar pela Evolve em 2014. No Evolve 84, ele enfrentou Zack Sabre Jr. pelo Evolve Championship, no qual acabou perdendo.
Durante o verão de 2017, Page se juntou a ACH como os Troll Boyz. Em 22 de setembro no Evolve 92, os Troll Boyz derrotaram os Lethal Enforcers (Anthony Henry e JD Drake) para ganhar o Evolve Tag Team Championship. Em 23 de setembro no Evolve 93, os Troll Boyz perderam os títulos para Doom Patrol (Chris Dickinson e Jaka). Em 28 de setembro, foi revelado que ele não estaria mais na Evolve.
Em 22 de maio de 2015, a Pro Wrestling Guerrilla (PWG) realizou seu torneio anual Dynamite Duumvirate Tag Team Title (DDT4), onde ele se juntou a Josh Alexander como Monster Mafia. Eles derrotaram a World's Cutest Tag Team (Joey Ryan e Candice LeRae) na primeira rodada, vencendo o Campeonato Mundial de Duplas da PWG no processo. A Monster Mafia foi eliminada do torneio e perdeu os títulos para os Beaver Boys (Alex Reynolds e John Silver) na segunda rodada.

### Ring of Honor (2014)
Micevski trabalhou em várias lutas pela Ring of Honor (ROH) em 2014 como Ethan Gabriel Owens. Em 18 de abril, ele derrotou Zizou Middoux em uma luta Future of Honor. No dia 25 de abril, em uma luta gravada para a ROH TV, foi derrotado por Silas Young. Em 6 de junho, a primeira noite do Road to the Best in the World foi realizada em Carbondale, Illinois. Ele foi derrotado por Tommaso Ciampa. Em 7 de junho, a segunda noite do Road to Best in the World foi realizada em Collinsville, Illinois. Ele derrotou Middoux na luta de abertura. Em 18 de julho, a segunda noite do Summer Heat Tour foi realizada em Cincinnati, Ohio. Ele perdeu uma luta fatal four-way que foi vencida por RD Evans. O combate também incluiu Matt Taven e Moose. Em 26 de julho, em uma luta gravada para a ROH TV, enquanto se juntava ao parceiro de longa data Josh Alexander como Monster Mafia, eles foram derrotados para os então campeões mundiais de duplas da ROH, ReDRagon (Kyle O'Reilly e Bobby Fish). Em 6 de setembro no All Star Extravaganza VI, Moose e Evans derrotaram Monster Mafia, The Decade (Adam Page e B. J. Whitmer), Caprice Coleman e Takaaki Watanabe em uma luta fatal four-way corner survival.

### Impact Wrestling (2017–2021)

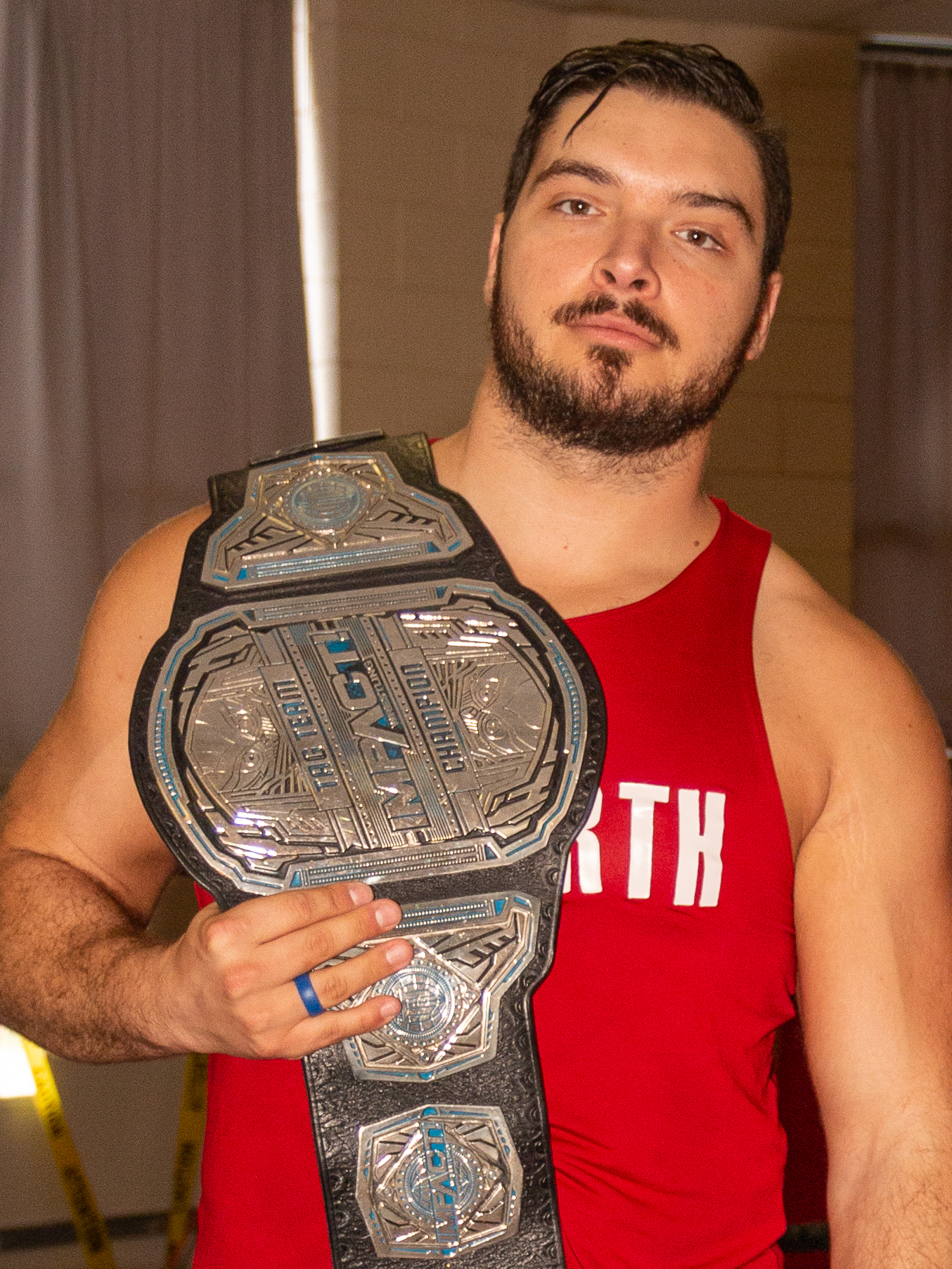
Page como campeão mundial de duplas da Impact em 2019.

#### Primeiras aparições (2017–2018)
Micevski fez sua estreia no Impact Wrestling no episódio de 30 de novembro do Impact!, interpretando um personagem chamado Chandler Park, que é primo de Joseph Park. No episódio de 4 de janeiro de 2018 do Impact!, Park derrotou Jon Bolen em sua primeira luta pela empresa. No episódio de 18 de janeiro do Impact!, depois de ser destruído por Kongo Kong como parte da rivalidade de Kong com Abyss, Park seria removido da TV.
Agora usando o nome de ringue e gimmick de Ethan Page, ele voltou no episódio de 4 de outubro do Impact! interferindo em uma luta entre Rich Swann e Matt Sydal, custando a luta a Swann e aliando-se com Sydal, restabelecendo-se como heel. No episódio de 18 de outubro do Impact!, Page fez sua estreia no ringue, onde derrotou Trevor Lee. No Bound for Glory, Page e Sydal perderam para Swann e Willie Mack. No início de 2019, Sydal saiu do Impact Wrestling, encerrando a aliança deles no processo.

#### The North (2019–2021)
No episódio de 12 de abril do Impact!, Page se reuniu com seu ex-parceiro de dupla do circuito independente, o estreante Josh Alexander, com os dois reformando a Monster Mafia, agora chamada de The North e fazendo sua estreia no ringue como equipe, derrotando os jobbers El Reverso e Sheldon Jean. Em 5 de julho, no evento Bash at the Brewery 1, The North derrotou The Latin American Xchange (Santana e Ortiz) para ganhar o Campeonato Mundial de Duplas da Impact pela primeira vez. Eles manteriam os títulos por mais de um ano, até perdê-los para The Motor City Machine Guns (Alex Shelley e Chris Sabin). The North recuperou os títulos no Bound for Glory, mas perderam novamente algumas semanas depois contra os The Good Brothers (Doc Gallows e Karl Anderson).
Em preparação para sua saída do Impact Wrestling no final de seu contrato, Page começou a culpar Alexander por suas perdas, causando a dissolução do North. Page fez sua última aparição no Hard to Kill, onde foi "morto" por seu alter ego, The Karate Man, em uma luta cinematográfica.

### WWE (2024–presente)
Page fez sua estreia surpresa na WWE em 28 de maio de 2024, no episódio do NXT, atacando o campeão do NXT Trick Williams e revelando ser o responsável pelos ataques de Noam Dar e Oro Mensah do Meta-Four, estabelecendo-se assim como um heel. Ele assinou oficialmente com a marca NXT na semana seguinte e recebeu uma luta pelo título contra Williams pelo Campeonato NXT no NXT Battleground como parte de seu contrato de assinatura, mas não conseguiu conquistar o título. No episódio de 18 de junho do NXT, Page participou da battle Royal de 25 lutadores para ganhar uma luta pelo Campeonato do NXT no NXT Heatwave, mas foi atacado por Mensah segundos após o início da luta, com os dois homens saindo pelas cordas. Mais tarde naquela noite, ele derrotou o vencedor da battle royal, Je'Von Evans, após afirmar que nunca foi eliminado do combate. Com Page, Evans e Shawn Spears (que havia derrotado Williams em uma luta sem o título em jogo) cada um reivindicando uma disputa pelo título, a gerente geral do NXT, Ava, agendou uma luta fatal four-way pelo título no Heatwave. No evento, em 7 de julho, Page caiu sobre Evans após um Trick Shot de Williams e o derrotou para ganhar o título, estabelecendo o recorde de conquista do campeonato no tempo mais rápido (40 dias) após sua estreia. Com esta vitória, Page proclamou que seu reinado com o Campeonato do NXT será conhecido como a Era of Ego (Era do Ego). No episódio de 16 de julho do NXT, Page derrotou Dante Chen para manter seu título em sua primeira defesa de título, mas foi atacado por Mensah após a luta. Em 6 de agosto no The Great American Bash Semana 2, Page derrotou Mensah para reter o título.

## Vida pessoal
Micevski é casado e tem dois filhos com sua esposa. Ele também é faixa preta em caratê e taekwondo. Micevski é descendente de macedônios e sérvios e é um cristão ortodoxo oriental.
Micevski é um ávido colecionador de brinquedos e costuma postar seus vídeos de brinquedos de caça em seu canal oficial do YouTube sob seu apelido de luta livre profissional.

## Títulos e prêmios
- Alpha-1 Wrestling
  - Campeonato A1 Alpha Male (1 vez)[35][36]

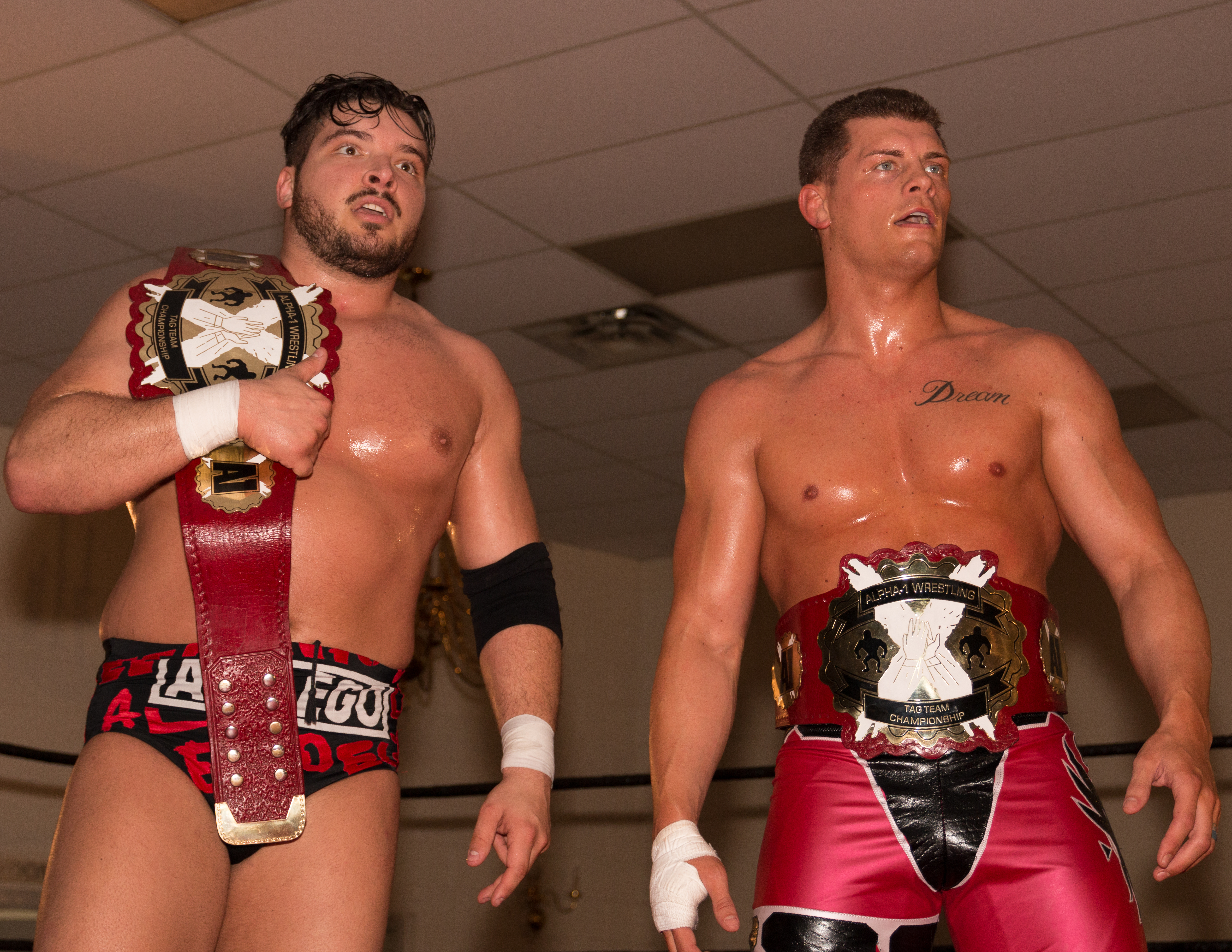
Page (esquerda) e Cody Rhodes (direita) como os campeões de duplas da Alpha-1 em junho de 2017.

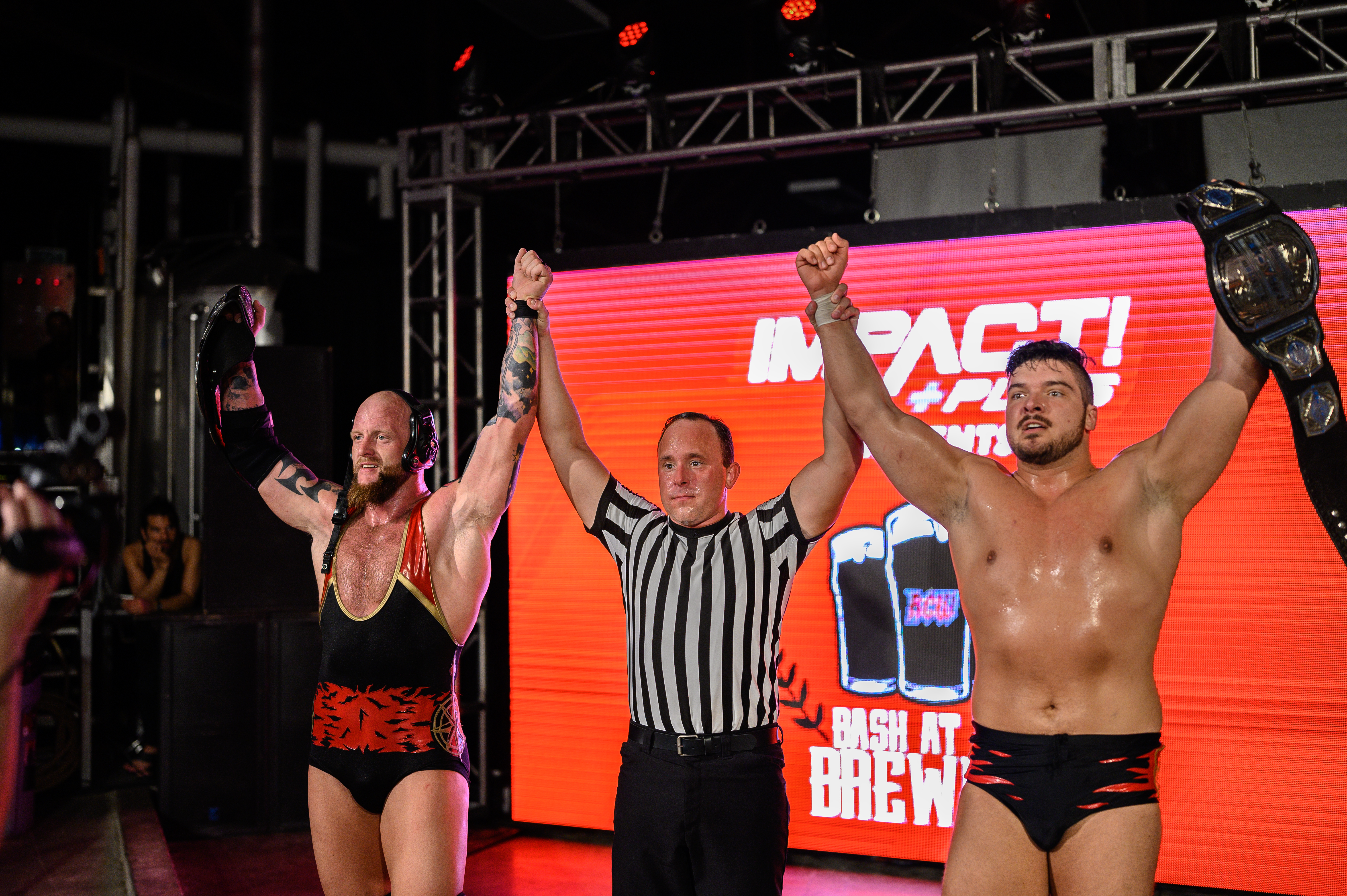
Page (direita) e Josh Alexander (esquerda) como os campeões mundiais de duplas da Impact em julho de 2019.

  - Campeonato A1 Outer Limits (1 vez)[37][35][36]
  - Campeonato de Duplas da A1 (2 vezes) – com Cody Rhodes (1) e Josh Alexander (1)[37][35][36]
  - Torneio A1 Outer Limits Championship (2017)[38][37][39]
- All American Wrestling
  - AAW Heavyweight Championship (1 vez)
  - AAW Tag Team Championship (1 vez) – com Michael Elgin
- ACW Wisconsin
  - ACW Water City Championship (1 vez)[40]
- Absolute Intense Wrestling
  - AIW Absolute Championship (3 vezes)[36]
  - Torneio JT Lightning Invitational (2013)[38][39]
- Black Label Pro
  - BLP Heavyweight Championship (1 vez)[41]
  - BLP Tag Team Championship (1 vez) – com Danhausen e Swoggle[42]
- Collective League Of Adrenaline Strength And Honor
  - CLASH Championship (1 vez)[43]
- Deathproof Fight Club
  - DFC Championship (1 vez)[36]
- Evolve
  - Evolve Tag Team Championship (1 vez) – com ACH[36]
- Extreme Wrestling League Show
  - EWLS Extreme Championship (1 vez)[44]
- Fringe Pro Wrestling
  - FPW Redline Championship (1 vez)[36]
  - FPW Tag Team Championship (1 vez) – com Josh Alexander[37][36]
- Freelance Wrestling
  - Freelance World Championship (1 vez)[45]
- Impact Wrestling
  - Campeonato Mundial de Duplas da Impact (2 vezes) – com Josh Alexander
  - Impact Year End Awards (2 vezes)
    - Dupla do Ano (2019 e 2020) – com Josh Alexander[46]
- Infinity Wrestling
  - GCW-NS Tag Team Championship (2 vezes) – com Joey Kings[37][47]
- International Wrestling Cartel
  - IWC Tag Team Championship (1 vez) – com Josh Alexander
- Insane Wrestling League
  - IWL Tag Team Championship (1 vez) – com Josh Alexander[36]
- Pro Wrestling Battle Arts
  - Battle Arts Openweight Championship (1 vez)[36]
- Pro Wrestling Guerrilla
  - Campeonato Mundial de Duplas da PWG (1 vez) – com Josh Alexander[37][36][48][49]
- Pro Wrestling Illustrated
  - PWI o colocou na #123ª posição dos 500 melhores lutadores individuais no PWI 500 em 2021[50]
  - PWI o colocou na #4ª posição das 100 melhores duplas no PWI Tag Team 100 em 2020 com Josh Alexander[51]
- Southside Wrestling Entertainment
  - SWE World Heavyweight Championship (1 vez)[37][52]
- The Wrestling Revolver
  - PWR Tag Team Championship (1 vez) – com Josh Alexander[53]
- Union of Independent Professional Wrestlers
  - UNION Heavyweight Championship (1 vez)[36]
  - UNION Tag Team Championship (1 vez) – com Joey Kings[37][36]
  - Torneio King of Toronto (2013)[38][39][54]
- Xcite Wrestling
  - Xcite Heavyweight Championship (1 vez)[55]
  - Xcite International Championship (1 vez)[56]
- WWE
  - Campeonato do NXT (1 vez)[30]
  - Campeonato Norte-Americano do NXT (1 vez, atual)